# Elena Posa Farrás
Elena Posa Farrás (Barcelona, 1949) és una periodista i gestora cultural catalana. Ha estat directora del Festival Grec i del Mercat de les Flors.

## Trajectòria
Llicenciada en Història i Història de l'Art, ha treballat com a periodista en diversos mitjans escrits i televisius. Fou guionista, directora i presentadora del programa de televisió Estoc de Pop emès a TV3 entre el 1984 i el 1985 i realitzat per Manuel Huerga. Posteriorment, es va fer càrrec de l'agenda del programa cultural Metrópolis des de la redacció barcelonina de TVE.
Especialista en música clàssica ha publicat diversos llibres sobre òpera. Paral·lelament a la seva tasca televisiva, Posa fou responsable dels articles de música clàssica al setmanari El Món i al diari El Periódico de Catalunya.
Fou directora del Festival Grec de Barcelona del 1988 al 1995 i directora del Mercat de les Flors del 1991 al 1995, any en què abandonà ambdós càrrecs en ser nomenada directora de l'Instituto Nacional de las Artes Escénicas (INAEM) del Ministeri de Cultura per l'aleshores ministra de Cultura, Carmen Alborch, càrrec que va ocupar fins al 1996.
Com a directora de l'INAEM, també va ser membre del patronat de la Fundació del Teatro Real de Madrid fins a la seva destitució per la nova ministra de Cultura, Esperanza Aguirre.
Durant la seva etapa al capdavant del Grec, iniciada el 1987 amb la seva incorporació a l'Àrea de Cultura de l'Ajuntament de Barcelona, es fomentaren les produccions i coproduccions d'espectacles amb diverses companyies catalanes i, per primer cop, s'incorporaren les sales alternatives de la ciutat com a espais de programació del festival.

## Publicacions[5]
- Vivir la ciudad (Barcelona, Editorial Granica, 1982)[7]
- Traducció catalana de Be boop-a-lula: biografia del rock (Barcelona, Kairós, 1985)[8]
- Traducció, comentaris i notes del llibret de Rigoletto de Giuseppe Verdi i Francesco Maria Piave (Barcelona, Daimon, 1985)[9]
- Traducció, comentaris i notes del llibret d'Aida de Giuseppe Verdi i Antonio Ghislanzoni (Barcelona, Daimon, 1986)[10]
- Traducció castellana d'Epistemología, de Gaston Bachelard (Barcelona, Anagrama, 1989)[11]
- Cádiz, venta a venta (Cadis, Diputació de Cadis, 1999)[12]